# 板東英二のわがままミッドナイト
『板東英二のわがままミッドナイト』（ばんどうえいじのわがままミッドナイト）は、1988年10月8日から1992年12月26日まで毎日放送で放送されていた生放送のトーク番組である。放送時間は毎週土曜 24:30 - 27:00 （日曜 0:30 - 3:00、JST）。

## 出演者
- 板東英二
- 角淳一（当時MBSアナウンサー）
- 岩城潤子（当時MBSアナウンサー）

## ネット局
- 毎日放送
- 北陸放送 - 石川県民放テレビ4局化の1991年10月以降。
- RKB毎日放送 - 一時期のみ。
- 長崎放送 - 『三宅裕司のいかすバンド天国』終了後に放送。後継番組の『三宅裕司のえびぞり巨匠天国』については未放送。
- 南日本放送 - 放送開始から一時期のみ。

## 番組編成上の影響
この番組の放送の関係で、毎日放送では『SUPER WEEKEND LIVE 土曜深夜族』と『平成名物TV』（『三宅裕司のいかすバンド天国』を含む）は放送されなかった（ネット局の中部日本放送と山陽放送では視聴できた）。なお、2007年12月30日に放送された特番『あの伝説の番組再び!“イカ天2007復活祭”名物バンド激レア映像 今夜限りの大放出スペシャル』はネットワークセールス枠で放送されたため、『イカ天』が放送終了後17年目にして初めて毎日放送で放送されたことになる。
この番組は当時の毎日放送土曜日の最終番組であり、放送終了後には2分間のCM・イベント告知・「お休み前にテレビは消しましょう 資源を大切に MBS」のテロップが描かれているイラストを経て3時にクロージングを放送し、午前6時ごろまで停波した。

## エピソード
生放送終了後に司会の板東英二が横山ノック、月亭八方らを麻雀などに誘い、角も朝まで付き合わされていた。これが原因で角淳一は後年体調を崩すことになった。
板東と同じ徳島県出身の後藤田正晴が自民党の衆議院議員だった時期に、当番組を放送中の毎日放送千里丘放送センターを単身で突然訪問したところ、後藤田と面識があった板東の判断で「スペシャルゲスト」として急遽出演した（出演に至るまでの経緯は板東英二#交友に詳述）。ちなみに、同県内の大半の地域では、現在に至るまで毎日放送の番組を視聴できる。
当時は、それまで主にラジオで培われてきた深夜帯の生放送がテレビでも試みられる状況であった。関西ではまず関西テレビのエンドレスナイトが先駆者となり、好評を博していた。これと一線を画す形で、土曜深夜の情報バラエティ番組として毎日放送で開始されたのが当番組である。両番組は同じ時間帯のライバルとして争い、最終的にはエンドレスナイトが先に番組が終了し、勝利した形となったが、2年半後にはわがままミッドナイトも終了することになる。以後、テレビ朝日制作の朝まで生テレビ!が唯一の例外で、深夜帯の生放送は、お色気、バラエティ、ディベートといったジャンルを問わず、余り定着したとは言えない結果となった。なお、2025年現在の毎日放送の同時間帯では事前収録のバラエティ番組や深夜アニメが主に放送されている。